# John Wilkes

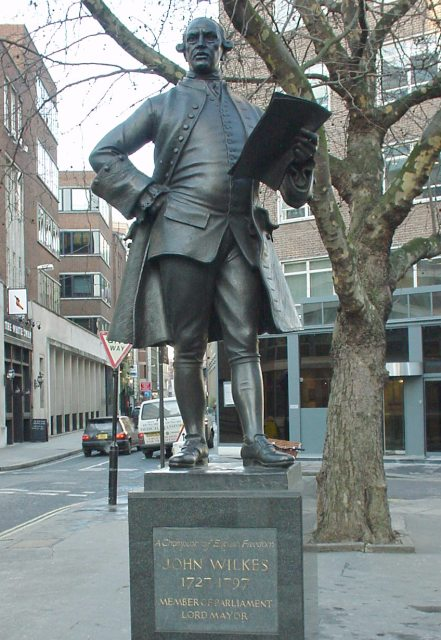
Statuia monument în onoarea lui John Wilkes, opera artistului Fetter Lane, Londra).

John Wilkes (n. 17 octombrie 1727 - d. 26 decembrie 1797) a fost un om politic și ziarist britanic, participant proeminent al contribuției importante a englezilor la Iluminism. 
Deputat al Parlamentului din Westminster, Lord-primar al Londrei, numele său a rămas legat de un scandal politic și de revolta provocată atât de articolele sale cât mai ales de condamnarea sa pentru aceste articole, care luptau pentru libertatea presei, a inviolabilității parlamentare și a dreptului de vot pentru clasa medie, care să poată să-și aleagă reprezentanții ei.

## Biografie

### Afacerea Wikes
John a fost autorul unei celebre „afaceri” pe timpul regelui George al II-lea al Angliei, afacere cunoscută sub numele de „Afacerea Wilkes”. Evenimentele se petrec pe fondul unei tensiuni populare la Londra îndată după încheierea păcii cu francezii, în urma „Războiului de 7 ani”, când Wilkes a demascat intențiile regelui George de a-și afirma puterea în chip totalitar după relativa destindere a celor doi predecesori ai săi.